# Festival da Canção 2020
Das 53. Festival da Canção fand am 7. März 2020 statt und war der portugiesische Vorentscheid für den Eurovision Song Contest 2020 in Rotterdam (Niederlande). Elisa gewann mit dem Lied Medo de Sentir.

## Format

### Konzept
2020 hielt die öffentlich-rechtliche Rundfunkanstalt Rádio e Televisão de Portugal (RTP) am Konzept der vorherigen Jahre fest. Es fanden zwei Halbfinale mit je acht Interpreten statt. Vier von ihnen qualifizierten sich pro Halbfinale für das Finale, wo dann acht Teilnehmern auftraten. Eine Jury und die Zuschauer stimmten zu gleichen Teilen ab.

### Beitragswahl
Die RTP lud 14 Komponisten aus verschiedenen Musikgenres ein, Beiträge für den Vorentscheid zu komponieren, die sie bis zum 31. Oktober 2019 einreichen sollten. Die endgültigen Fassungen der Lieder sollen bis zum 30. November 2019 vollendet werden. Zwei der 14 Komponisten standen nach Angaben von RTP bereits fest, deren Namen wurden aber noch nicht veröffentlicht. RTP wählte den 15. Komponist im Rahmen des Formats Master Class aus, eine von Antena 1 produzierte Sendung, die sich an Autoren und Komponisten richtete, die bisher noch kein Werk veröffentlicht haben. Eine vom Senderchef Rui Pêgo zusammengestellte Jury kürte Cláudio Francisco António zum Gewinner. Der 16. Komponist wurde über ein offenes Bewerbungsverfahren ermittelt. Dabei sind alle Bürger mit portugiesischer Staatsangehörigkeit oder einem Wohnsitz in Portugal, unabhängig davon, ob sie bereits ein Lied veröffentlicht haben, dazu aufgerufen, einen Beitrag bei RTP einzureichen. Eine eigens zusammengesetzte Jury aus Musik- und Fernsehindustrie prüfte die bis zum 15. Oktober 2019 und wählte Dubio ft. +351 aus.

## Teilnehmer

### Komponisten
Am 6. November 2019 stellte RTP die 16 ausgewählten Komponisten vor, die für jeweils einen Beitrag verantwortlich sein werden.
- Rui Pregal da Cunha
- Tiago Nacarato
- Filipe Sambado
- MEERA
- Pedro Jóia
- Throes + The Shine
- Eliza Rodrigues
- Marta Carvalho
- António Avelar Pinho
- João Cabrita
- Hélio Morais
- Dino D’Santiago
- Jimmy P
- Blasted Mechanism
- Dubio ft. +351 (Gewinner der öffentlichen Auswahl)
- Cláudio Francisco António (Gewinner der Antena 1 Masterclass Show)

Die Beiträge sowie die dazugehörigen Interpreten veröffentlichte RTP am 15. Januar 2020.

## Halbfinale

### Erstes Halbfinale
Das erste Halbfinale fand am 22. Februar um 21:00 Uhr (UTC) im RTP Studio 1 in Lissabon statt. Vier Interpreten qualifizierten sich für das Finale.
| Platz | Startnr. | Interpret          | Lied Musik (M) und Text (T)                          | Sprache       | Übersetzung (inoffiziell) | Punkte | Punkte    | Punkte |
| Platz | Startnr. | Interpret          | Lied Musik (M) und Text (T)                          | Sprache       | Übersetzung (inoffiziell) | Jury   | Zuschauer | Gesamt |
| ----- | -------- | ------------------ | ---------------------------------------------------- | ------------- | ------------------------- | ------ | --------- | ------ |
| 1     | 4        | Bárbara Tinoco     | Passe-Partout M/T: Tiago Nacarato                    | Portugiesisch | Passepartout              | 8      | 12        | 20     |
| 2.    | 6        | Elisa              | Medo de Sentir M/T: Marta Carvalho                   | Portugiesisch | Angst vor dem Gefühl      | 10     | 10        | 20     |
| 3.    | 2        | Filipe Sambado     | Gerbera Amarela do Sul M/T: Filipe Sambado           | Portugiesisch | Gelbe Gerbera des Südens  | 12     | 5         | 17     |
| 4.    | 8        | Throes + The Shine | Movimento M/T: Throes + The Shine                    | Portugiesisch | Bewegung                  | 7      | 7         | 14     |
| 5.    | 5        | Blasted            | Rebellion M/T: Blasted, Stego, Guerra                | Englisch      | Rebellion                 | 6      | 8         | 14     |
| 6.    | 7        | JJaZZ              | Agora M/T: Rui Pregal da Cunha                       | Portugiesisch | Jetzt                     | 3      | 6         | 09     |
| 7.    | 1        | MEERA              | Copo de Gin M: MEERA; T: MEERA, Isaura and João Bota | Portugiesisch | Gin Glas                  | 5      | 3         | 08     |
| 8.    | 3        | Ian Mucznik        | O Dia de Amanhã M: João Cabrita; T: Ian Mucznik      | Portugiesisch | Morgen ist Tag            | 4      | 4         | 08     |

 Kandidat hat sich für das Finale qualifiziert.

### Zweites Halbfinale
Das zweite Halbfinale fand am 29. Februar um 21:00 Uhr (UTC) im RTP Studio 1 in Lissabon statt. Vier Interpreten qualifizierten sich für das Finale.
| Platz | Startnr. | Interpret                    | Lied Musik (M) und Text (T)                                  | Sprache       | Übersetzung (inoffiziell) | Punkte | Punkte    | Punkte |
| Platz | Startnr. | Interpret                    | Lied Musik (M) und Text (T)                                  | Sprache       | Übersetzung (inoffiziell) | Jury   | Zuschauer | Gesamt |
| ----- | -------- | ---------------------------- | ------------------------------------------------------------ | ------------- | ------------------------- | ------ | --------- | ------ |
| 1.    | 8        | Jimmy P                      | Abensonhado M/T: Jimmy P                                     | Portugiesisch | Verwirrt                  | 10     | 12        | 22     |
| 2.    | 4        | Kady                         | Diz Só M: Dino D' Santiago; T: Kalaf Epalanga                | Portugiesisch | Sag es einfach            | 12     | 8         | 20     |
| 3.    | 7        | Tomás Luzia                  | Mais Real Que O Amor M: Pedro Jóia; T: Tiago Torres da Silva | Portugiesisch | Echter als Liebe          | 5      | 10        | 15     |
| 4.    | 5        | Elisa Rodrigues              | Não Voltes Mais M/T: Elisa Rodrigues                         | Portugiesisch | Komm nicht zurück         | 8      | 5         | 13     |
| 5.    | 2        | Luiz Caracol e Gus Liberdade | Dói-me o País M: Luiz Caracol; T: António Avelar de Pinho    | Portugiesisch | Das Land tut mir weh      | 7      | 6         | 13     |
| 6.    | 1        | Dubio feat. +351             | Cegueira M: Rui Azevedo, Pedro Azevedo; T: Hugo Azevedo      | Portugiesisch | Blindheit                 | 4      | 7         | 11     |
| 7.    | 3        | Judas                        | Cubismo Enviesado M/T: Hélio Morais                          | Portugiesisch | Eingewickelter Kubismus   | 6      | 4         | 10     |
| 8.    | 6        | Cláudio Frank                | Quero-te Abraçar M/T: Cláudio Frank                          | Portugiesisch | Ich möchte dich umarmen   | 3      | 3         | 06     |

## Finale
Das Finale fand am 7. März um 21:00 Uhr (UTC) in der Coliseu Comendador Rondão Almeida in Elvas statt. Die Stadt Elvas war zum ersten Mal Austragungsort des Festival da Canção. Elisa gewann mit ihrem Lied Medo de Sentir, obwohl sie weder das Jury- noch das Televoting für sich entscheiden konnte. Es reichten jeweils zwei zweite Plätze im Jury- und im Televoting.
| Platz | Startnr. | Interpret          | Lied Musik (M) und Text (T)                                  | Sprache       | Übersetzung (inoffiziell) | Jury  | Jury   | Jury   | Jury    | Jury   | Jury    | Jury     | Jury   | Punkte | Punkte    | Punkte |
| Platz | Startnr. | Interpret          | Lied Musik (M) und Text (T)                                  | Sprache       | Übersetzung (inoffiziell) | Norte | Centro | Lisboa | Algarve | Azoren | Madeira | Alentejo | Gesamt | Jury   | Zuschauer | Gesamt |
| ----- | -------- | ------------------ | ------------------------------------------------------------ | ------------- | ------------------------- | ----- | ------ | ------ | ------- | ------ | ------- | -------- | ------ | ------ | --------- | ------ |
| 1.    | 7        | Elisa              | Medo de Sentir M/T: Marta Carvalho                           | Portugiesisch | Angst vor dem Gefühl      | 6     | 10     | 4      | 10      | 6      | 12      | 7        | 55     | 10     | 10        | 20     |
| 2.    | 8        | Bárbara Tinoco     | Passe-Partout M/T: Tiago Nacarato                            | Portugiesisch | Passepartout              | 4     | 8      | 7      | 5       | 4      | 6       | 12       | 46     | 6      | 12        | 18     |
| 3.    | 1        | Filipe Sambado     | Gerbera Amarela do Sul M/T: Filipe Sambado                   | Portugiesisch | Gelbe Gerbera des Südens  | 12    | 12     | 12     | 12      | 12     | 10      | 6        | 76     | 12     | 4         | 16     |
| 4.    | 6        | Kady               | Diz Só M: Dino D' Santiago; T: Kalaf Epalanga                | Portugiesisch | Sag es einfach            | 10    | 6      | 8      | 4       | 10     | 4       | 10       | 52     | 8      | 7         | 15     |
| 5.    | 2        | Jimmy P            | Abensonhado M/T: Jimmy P                                     | Portugiesisch | Verwirrt                  | 7     | 5      | 10     | 7       | 5      | 7       | 8        | 49     | 7      | 6         | 13     |
| 6.    | 3        | Tomás Luzia        | Mais Real Que O Amor M: Pedro Jóia; T: Tiago Torres da Silva | Portugiesisch | Echter als Liebe          | 3     | 3      | 3      | 6       | 3      | 3       | 3        | 24     | 3      | 8         | 11     |
| 7.    | 5        | Throes + The Shine | Movimento M/T: Throes + The Shine                            | Portugiesisch | Bewegung                  | 8     | 7      | 6      | 8       | 7      | 5       | 4        | 46     | 6      | 5         | 11     |
| 8.    | 4        | Elisa Rodrigues    | Não Voltes Mais M/T: Elisa Rodrigues                         | Portugiesisch | Komm nicht zurück         | 5     | 4      | 5      | 3       | 8      | 8       | 4        | 37     | 4      | 3         | 07     |

## Quoten
| Sendung            | Zuschauer | Marktanteil | Marktanteil |
| Sendung            | Zuschauer | Gesamt      | Sender      |
| ------------------ | --------- | ----------- | ----------- |
| Erstes Halbfinale  | 531.000   | 5,6 %       | 13,1 %      |
| Zweites Halbfinale | 507.000   | 4,9 %       | 10,5 %      |
| Finale             | 769.300   | 8,1 %       | 19,1 %      |